# Molophilus zenta
Molophilus zenta är en tvåvingeart som beskrevs av Günther Theischinger 1988. Molophilus zenta ingår i släktet Molophilus och familjen småharkrankar. Inga underarter finns listade i Catalogue of Life.